# Коллер, Карл (генерал)
Карл Ко́ллер (нем. Karl Koller; 22 февраля 1898, Глонн — 22 декабря 1951) — немецкий генерал авиации и начальник Генерального штаба ВВС нацистской Германии во Второй мировой войне.

## Биография
Карл Коллер родился в семье комиссара полиции Йозефа Коллера в верхне-баварском Глонне. Там же он прошёл обучение к народной школе.
После начала Первой мировой войны 11 августа 1914 года поступил добровольцем в баварский железнодорожный запасной батальон. Прошёл подготовку в автомобильной и лётных школах. С декабря 1917 года — лётчик-истребитель. За боевые отличия награждён Железным крестом 1-го и 2-го класса; вице-фельдфебель (27 февраля 1918 года). 25 мая 1918 года взят в плен британской армией. 
В декабре 1919 года вернулся в Германию и 12 февраля 1920 года поступил на службу в 1-ю полицейскую лётную эскадрилью обер-вахмистром. 30 октября 1922 года произведён в лейтенанты полиции, служил в полиции Мюнхена. С 1932 года — инструктор Мюнхенского полицейского офицерского училища, капитан полиции (1 января 1933 года). 1 августа 1935 года переведён в Люфтваффе.
Окончил Военную академию ВВС в Берлине-Гатове (1937). С 1 января 1938 года — начальник оперативного отдела штаба V авиационного округа, с 1 июля 1938 года — 3-го авиационного командования, с 1 февраля 1939 года — 3-го воздушного флота генерала Хуго Шперле. 
Для операции «Морской лев», запланированного вторжения вермахта в Соединённое Королевство, подполковник Коллер был назначен начальником оперативного отдела 3-го воздушного флота, координировавшего свои действия с 9-й армией. 
1 января 1941 года во время проведения операции «Лондонский блиц» заменил генерала Гюнтера Кортена на посту начальника штаба 3-го воздушного флота.
10 апреля 1942 года награждён Рыцарским крестом Железного креста.
4 сентября 1943 года возглавил Оперативный штаб Генерального штаба Люфтваффе, сменив генерала Рудольфа Мейстера. Являлся ближайшим сотрудником генералов Гюнтера Кортена и Вернера Крейпе по оперативным разработкам планов Люфтваффе. 7 февраля 1944 года награждён Золотым Германским крестом. 20 июля 1944 года находился на совещании у А. Гитлера в его ставке в Растенбурге и во время взрыва бомбы был тяжело ранен и 1 сентября 1944 года зачислен в резерв. 1 ноября 1944 года, после смещения В. Крейпе, стал последним в истории Третьего рейха начальником Генерального штаба Люфтваффе.
Коллер был в Фюрербункере Адольфа Гитлера в Берлине 20 апреля 1945 года на праздновании последнего дня рождения диктатора. Несмотря на то, что ряд высокопоставленных лиц ночью покинули город, Коллер остался командовать ВВС в соседнем Вердере. Гитлер приказал Коллеру направить оставшиеся самолёты для оказания помощи в наступлении Феликсу Штайнеру. Однако, с небольшим отрядом, Штайнер был не в состоянии прийти на помощь обороне города.
23 апреля 1945 года, находясь на юге Германии, вместе с Г. Г. Ламмерсом и Ф. Боулером поддержал инициативу Г. Геринга принятия Герингом на себя функций руководителя правительства, ввиду невозможности Гитлера из Берлина руководить страной. В тот же день по приказу М. Бормана вместе с Г. Герингом, Г. Г. Ламмерсом и Ф. Боулером был арестован отрядом СС по обвинению в государственной измене. М. Борман в специальной телеграмме шефу РСХА Э. Кальтенбруннеру приказал расстрелять изменников, но приказ выполнен не был. 5 мая 1945 года отряд СС передал охрану заговорщиков подразделениям Люфтваффе, после чего они были незамедлительно освобождены. 8 мая 1945 года вместе с Герингом был арестован американскими войсками и интернирован.
После окончания войны Коллер содержался англичанами под стражей в Оксфорде; в это время его посетил Чарльз Линдберг. Коллер был выпущен в декабре 1947 года и вернулся в Баварию. В 1949 году он опубликовал свой военный дневник-мемуары «Последний месяц», в котором содержится информация о последних днях жизни Гитлера во время битвы за Берлин. Карл Коллер умер в своём родном городе Глонне.